# Marché climatique de Montréal
 (août 2023).
Annoncé le 7 décembre 2005, la Bourse de Montréal, bourse canadienne des instruments dérivés financiers, et le Chicago Climate Exchange, premier système d'échange de quotas d'émissions de gaz à effet de serre au monde, concluent une entente pour la création d'un nouveau marché de l'environnement au Canada. Cette annonce fut faite lors de la Conférence de Montréal, concernant la Convention-cadre des Nations unies sur les changements climatiques (CCNUCC), conférence sous la présidence du ministre fédéral de l'environnement de l'époque, Stéphane Dion.
La Bourse de Montréal veut instaurer un marché de produits dérivés environnementaux.
Les mécanismes de la finance du carbone permettent un résultat global à un coût inférieur à ce qui aurait été requis pour des investissements dans des secteurs où les technologies propres sont moins développées ou plus dispendieuses.
Le gouvernement fédéral conservateur a proposé le Cadre règlementaire sur les émissions atmosphériques au printemps 2007, document qui respecte les conditions minimales pour permettre le lancement d'un contrat à terme lié aux émissions de carbone.
Le Marché climatique de Montréal (MCeX) annonça le 25 juillet 2007 le lancement, d'un contrat à terme liés à des crédits canadiens d'émissions de gaz à effet de serre. Les premières transactions eurent lieu le 30 mai 2008.
La Bourse de Montréal presse plus particulièrement Ottawa de fournir à l'industrie "une plus grande certitude en matière de politique quant aux objectifs de réduction des émissions et à la définition d'une norme unique relativement aux crédits échangeables" .
La Bourse retire finalement de la cote le contrat à terme du MCeX permettant de fixer le prix d'une tonne de carbone au Canada, en date du 3 juin 2011, considérant l'impasse dans lequel se situe le cadre du système réglementé.